# Юхименко, Фёдор Саввич
Юхименко Фёдор Саввич (1865, Висунск, Херсонская губерния — 1933, неизвестно) — украинский крестьянин, советский хозяйственный деятель. Участник борьбы за власть Советов на Украине. Председатель совнаркома Висунской республики (1919).

## Биография
Родился в 1865 году в посаде Висунск Херсонского уезда.
Безземельный крестьянин. Образование не оконченное среднее. Участник революционных событий 1905 года.
В 1917 году руководил распределением земли в посаде Висунск Херсонского уезда. В 1918 году — председатель Висунского волостного совета крестьянских депутатов, председатель революционного суда Херсонского уездного совета. Весной 1919 года возглавлял Херсонский временный комитет по борьбе с григорьевщиной. Осенью 1919 года — руководитель повстанческого штаба в посаде Висунск, в октябре — председатель совнаркома Висунской партизанской республики.
В декабре 1919 года возглавлял отряд висунцев, участвовавший в борьбе за освобождение Кривого Рога от деникинцев.
Член компартии с 1920 года.
После гражданской войны находился на военной, советской и хозяйственной работе.
Умер в 1933 году.